# Heinrich Lohstöter
Heinrich Lohstöter (* um 1800 in Celle; † 26. August 1830 ebenda) war ein Königlich Hannoverscher Orgel- und Instrumentenbauer.

## Leben
Heinrich Lohstöter war ein Sohn des aus Steierberg in der Grafschaft Hoya stammenden Celler Organisten und Instrumentenbauers Johann Friedrich Ludwig Lohstöter und wurde zur Zeit des Kurfürstentums Hannover im Jahr 1800 in Celle geboren.
Bereits als Kind im Alter von 13 Jahren hatte Heinrich Lohstöter eine beachtete Fertigkeit im Instrumentenbau entwickelt und verschiedene Flöten und Klarinetten gebaut, die „von Kennern ihres schönen Tons und ihrer sauberen Arbeit wegen sehr geschätzt wurden.“ Als Jugendlicher widmete sich Lohstöter insbesondere dem Orgelbau und konnte für verschiedene Kirchengemeinden schon in seinem 17. Lebensjahr deren Orgeln reparieren.
Nach seiner Ausbildung zum Orgelbauer ging Lohstöter auf Wanderschaft und vervollkommnete seine Fähigkeiten in den seinerzeit berühmtesten Orgelbau-Werkstätten des Heiligen Römischen Reiches Deutscher Nation.
Anschließend etablierte er sich als junger Mann, jedoch nur wenige Jahre vor seinem frühen Tod, als Meister in Celle. Einer seiner dortigen Schüler war der spätere Celler Orgel- und Instrumentenbauer Ferdinand Scheller.
Lohstöter schuf in seiner Celler Werkstatt mehrere Orgeln, die in seiner Heimatstadt Celle sowie im Raum um Hannover installiert wurden und die „in jeder Beziehung zu den vorzüglicheren“ Instrumenten unter den Pfeifenbauwerken gezählt wurden.
Heinrich Lohstöter starb am 26. August 1830 im Alter von circa 30 Lebensjahren in Celle an Auszehrung.

## Archivalien
Archivalien von und über Heinrich Lohstöter finden sich beispielsweise
- als 1827 gefertigte Zeichnung Lohstöters mit dem Titel Bauzeichnungen der Orgel in der Neuenhäuser Kirche zu Celle, im Niedersächsischen Landesarchiv (Standort Hannover), Archivsignatur  NLA HA Kartensammlung Nr. 33 c Celle 113 pm (alte Archivsignatur: Hann. 83 II Nr. 8132)[5]